# Педро Орбеа
Педро Орбеа (ісп. Pedro Orbea Orbea — баскський підприємець, президент клубу «Депортіво Алавес» з міста Віторія-Гастейс. В 1946-47 роках 10-й, за ліком, президент головного футбольного клубу Алави.

## Життєпис
Педро Орбеа був з родини баскських підприємців. Його родина відносилася до місцевої знаті і впливових мешканців Віторії і володіла відомою фабрикою ««Hijos de Orbea»». Відтак його обирали в різні громадські асоціації, а з 1949 по 1951 роки він став керувати всією громадою міста. 
Педро Орбеа перд тим як стати очільником міста, в 1946 році був обраний президентом місцевого спортивного, футбольного клубу «Депортиво Алавес». Прийшовши до команди часи, коли баски перебували в стагнації, в найнижчій тодішній професійній лізі - Терсері. В місті гадали,що із завдяки залученню відомого фабриканта, вдасться придбати кілька нових і перспективних гравців, які б допомогли команді піднятися в лігу сильніших. Але команда в тому сезоні опустилася ще на два щабелі, зайнявши 7 місце в турнірній таблиці. Після чого Педро Орбеа поступився місцем керманича Хосе Марія Аресті.
Педро Орбеа продовжив громадськуроботу, ставши засновником місцевого спортивного товариства ««Nuevo Club»». А пізніше і мером міста Віторія-Гастейс. 
А більш як двадцять років по тому, його син Хосе Антоніо Орбеа пішов по стопам батька і очолив «Депортиво Алавес» в сезонах 1970-72 років. 